# Stipkrant
De Stipkrant is een voormalige wekelijkse kinderbijlage bij de Vlaamse dagbladen Het Nieuwsblad, De Standaard, Het Handelsblad, De Gentenaar en De Landwacht. Het verscheen van 1962 tot 1977 als Pats/Patskrant en werd daarna omgedoopt in Stipkrant, totdat het blad in 2000 uiteindelijk werd opgedoekt.

## Patskrant (1962-1977)
Als Pats en daarna Patskrant verscheen de bijlage vanaf 5 september 1962. Het krantje bevatte onder meer strippagina's met verhalen van Piet Fluwijn, Bolleke en De Lustige Kapoentjes van Jean-Pol, Pats, Jerom, Karl May, Biggles, Safari, De Rode Ridder, De familie Snoek, Suske en Wiske van Willy Vandersteen, Fideel van GoT, Oskar van Dani en De Brammetjes van Hurey. Pats verscheen tot en met 27 februari 1974, daarna veranderde de naam in Stipkrant.

## Stipkrant (1977-2000)
Op 23 augustus 1977 veranderde de titel in Stipkrant. In het krantje bleven nieuwe verhalen, strips en gags verschijnen, zoals Pitch van Bart De Neve, De Ballonvaarder, etc. In de loop van de jaren 90 verdween de Stipkrant als uitneembaar krantje en werd het een kinderpagina onder de korte naam Stip. Vanaf september 2000 verdween deze krant. Een andere dagblad, Het Volk, was bij dezelfde krantengroep terechtgekomen. Deze krant kende als kinderbijlage de Jommekeskrant en deze Jommekeskrant werd nu ook de opvolger van de Stipkrant bij de oude kranten van de groep.